# Jean-Charles Serra
Jean-Charles Serra, wł. Giancarlo Serra (ur. 1760, zm. 1813) – francuski polityk, rezydent francuski w Księstwie Warszawskim w latach 1807–1810.
Mianowany 31 października 1807. Do Warszawy przybył 16 lutego 1808. Pełnił swoją funkcję do 1810.

## Publikacje
- Commentarii De Bello Sarmatico Liber Unicus